# Alois Tvrdek
Alois Tvrdek (21. března 1870 Slaný – 15. února 1943 Praha) byl český středoškolský profesor, překladatel a spisovatel.

## Život
Narodil se v rodině Josefa Tvrdka, zedníka ve Slaném a Marie Tvrdkové-Lánské. Měl sedm sourozenců: Antonína (1858), Josefu (1860), Františka (1862), Antonii (1864), Emanuela (1865), Jana (1873–1874) a Josefa (1877–1878).
V rodišti absolvoval obecnou školu a gymnázium. Maturoval v roce 1889. Poté studoval pedagogiku. Jako učitel působil nejprve v Rokycanech (1894–1901), kde byl jednatelem a předsedou místního odboru Ústřední Matice školské. Potom v letech 1901–1906 vyučoval v Německém Brodě. V roce 1906 získal aprobaci z českého, německého a francouzského jazyka. Nastoupil jako středoškolský učitel na obchodní akademii v Kolíně, kde působil až do roku 1922. Závěr pedagogické kariéry strávil v letech 1922–1925 jako ředitel obchodní školy v Opavě. V roce 1925 odešel do důchodu, který trávil v Praze.
Rád a často cestoval. Navštívil Švýcarsko, Anglii, Skandinávii a Rusko. Tyto cesty popsal ve svých prvních literárních dílech. Překládal z francouzštiny, němčiny, angličtiny a ruštiny.

## Dílo

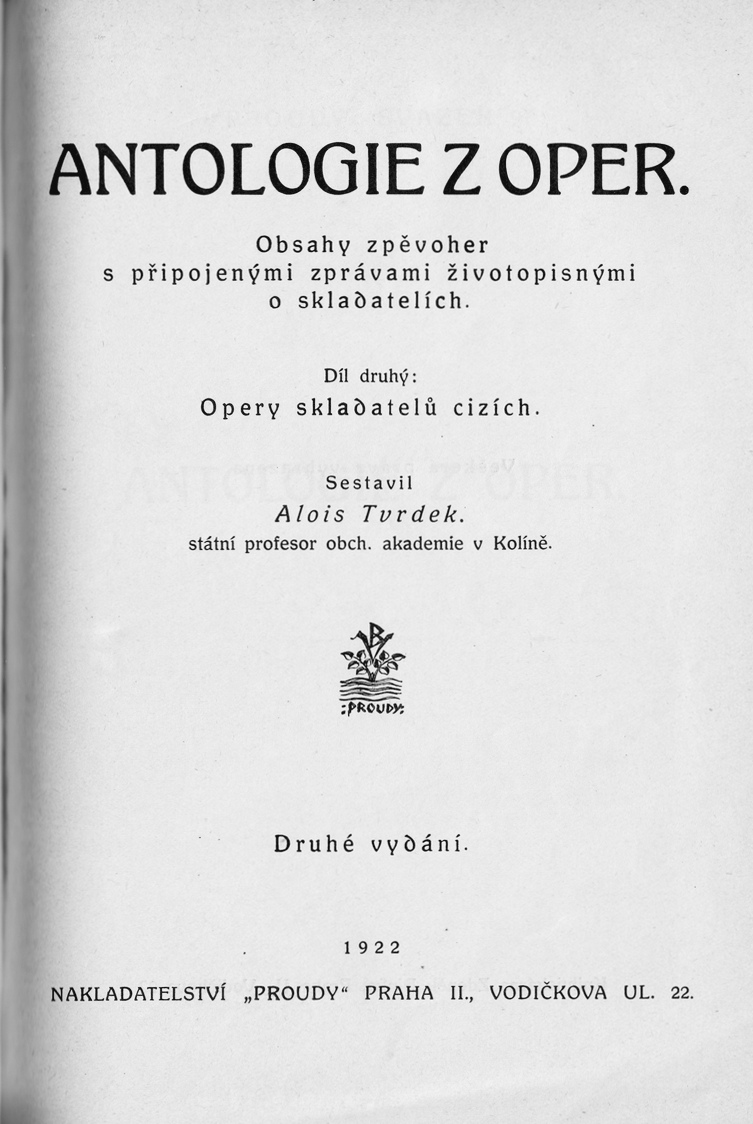
titulní list 2. dílu 2. vydání.

### Próza
- Antologie z oper: obsahy zpěvoher a připojenými zprávami životopisnými o skladatelích – 1. vydání, 1909, Telč: Emil Šolc — 2. vydání, 1922, Praha: Proudy
- Helena, dívčí románek, 1920

### Cestopisy
- V Londýně, Výroční zpráva obchodní akademie Kolín, 1908–1909 — další vydání: 1913, 1924
- Dojmy ze Ženevy a okolí: z Chamonix na Montanvert: dobytí Mont-Blancu, Praha: Josef Pelcl, 1911
- Výlet do Petrohradu, 1912
- Na Krymu, 1913
- Výlet Dánskem, Švédskem a Finskem do Petrohradu: cestovní vzpomínky – Výroční zpráva obchodní akademie Kolín, 1913–1914 — další vydání: Praha: vlastním nákladem, 1915

### Memoáry
- Vzpomínky slanského rodáka – Slaný: František Holub, 1938

### Překlady
- Friedrich Schiller: Don Carlos, infant španělský: dramatická báseň. Telč: E. Šolc, 1908
- Johann Wolfgang Goethe: Torquato Tasso, činohra – Praha: Jan Otto, 1911
- Jean-Jacques Rousseau: Julie aneb Nová Heloisa – Praha: Josef Pelcl, 1912
- Alexandra de Thurn-Taxis: Stainerovky: novella– Praha: Národní listy, 1912
- Jacques Marquet de Montbreton de Norvins: Výprava Napoleona na Rus 1812, 1912
- Jules Verne: Cesta do Francie – Praha: Lidové nakladatelství, 1912
- Jules Verne: Tajemství pralesa – Praha: Edvard Beaufort, 1912
- Jules Verne: Paličatý Kéraban – spolu s Vítězslavem Unzeitigem. Praha: E. Beaufort, 1913
- Bithia Mary Croker: Květ ve stínu – Praha: Josef Richard Vilímek, 1917
- Émile Zola: Štěstí Rougonů – Praha: J. R. Vilímek, 1917
- Émile Zola: Sen – ilustroval Rudolf Adámek. Praha: J. R. Vilímek, 1918
- Vsevolod Michajlovič Garšin: Čtyři dni – Kolín: V. Janeček, 1921
- Pierre Benoit: Zámecká paní: román – Praha: J. R. Vilímek, 1925
- Alexandre Dumas: Královnin kavalír – ilustroval Věnceslav Černý. Praha: J. R. Vilímek, 1925
- Heinrich Vollrat Schumacher: Nitokris, kněžka Istařina: román z posledních dnů města Ninive – spolu s J. Vernerovou. Praha: J. R. Vilímek, 1925
- Heinz Welten: Belsazar: Konec Babylona: román – spolu s J. Vernerovou. Praha: J. R. Vilímek, 1926
- Heinz Welten: Nebukadnezar, král králů: román – spolu s J. Vernerovou. Praha: J. R. Vilímek, 1926
- Pierre Maël: Poslední rudoši: dobrodružný román – Praha: J. R. Vilímek, 1927
- James Fenimore Cooper: Průkopníci – s rytinami M. J. Huyota podle obrazů Michała Elwiro Andriolliho. Praha: J. R. Vilímek, 1927
- Walter Scott: Pirát – ilustroval Adolphe Lalauze. Praha: J. R. Vilímek, 1927
- Walter Scott: Starožitník – ilustrovali Godefroy Durand, Gustave Fraipont, M. Brown, Cesare Augusto Detti, Dunki, Charles Allan Gilbert a Édouard Riou. Praha: J. R. Vilímek, 1929
- Carl Ferdinand Vincenti: Bořitelé chrámů. Praha: Alois Neubert, 1930
- Fr. Lehne [pseudonym]: Křivě přísahala – Praha: Rodina, 1930
- Jules Verne: V pustinách australských – ilustrace Léon Benett. Praha: J. R. Vilímek, 1930 — další vydání: Brno: Návrat, 1996, 2001 ISBN 80-7174-424-7
- Vladimir Leonidovič Durov: Jak jsem krotil zvířata – spolu s Olegem Vojtíškem. Praha: Státní nakladatelství, 1932